# T-12 (top)
T-12 ili 2A19 je sovjetski protuoklopni top glatke cijevi kalibra 100 mm, često nazivan top-snajper, zbog iznimne preciznosti. Korisnici ovog topa bile su uglavnom zemlje Varšavskog pakta.

## Razvoj
T-12 je uveden u operativnu upotrebu 1961. godine s ciljem da zamijeni stariji top BS-3 kalibra 100 mm. U sovjetskoj je vojsci obično bio raspoređivan u protuoklopnim postrojbama, te u postrojbama samohodnog topništva kako bi zaštitio samohodno topništvo od mogućeg brzog neprijateljskog kontranapada.
1970. godine je razvijena i verzija MT-12 (Rapira) koja ima izmijenjene lafete i štit kako bi se lakše transportirao i bolje štitila posada. Zbog velikih kotača T-12 se može transportirati cestom brzinom do 60 km/h, a po neravnom terenu do 25 km/h. Za vuču topa izvorno je namijenjem oklopni transporter MT-LB. 
Verzija MT-12R (2A29R "Ruta") je opremljena topničkim radarom RLPK-1 namijenjenom uvjetima slabe vidljivosti na terenu. Od 1981. uvedena je mogućnost ispaljivanja laserski navođene rakete 9M117 Bastion. Značajna karakteristika ovog topa je a može koristiti streljivo istog kalibra kao i tenk T-55. Krajem 1980-tih zamijenjen je novijim topom 125 mm 2A45 Sprut-B.

## Opis topa
Top je bio opremljen panoramskim ciljnikom PG-1M za posrednu paljbu, ciljnikom OP4M-40U za neposrednu paljbu te ciljnikom APN-5-40 za noćnu paljbu. Poslužuje ga 6 članova uključujući i zapovjednika. Kada se koristio MT-LB kao vučno vozilo borbeni komplet se obično sastojao od 20 projektila (10 APFSDS, 4 HE-Frag, 6 HEAT). Top može biti opremljen sa skijaškom opremom za sniježne terene ili močvare.

## Streljivo

### Potkalibarno - obilježavajući projektil (APFSDS)
3BM-2
APFSDS-T Tungsten 
- masa čahure: 19,34 kg
- masa projektila: 5,65 kg
- brzina projektila: 1575 m/s
- domet projektila: 3000 m
- penetracija:
  - 230 mm do 500 m
  - 180 mm do 2.000 m
  - 140 mm do 3.000 m

3BM23/3UBM10
APFSDS
- masa čahure: 19,9 kg
- masa projektila: 4,5 kg
- brzina projektila: 1548 m/s

### Kumulativno-obilježavajući projektil
3BK16M/3UBK8
- masa čahure: 23,1 kg
- masa projektila: 9,5 kg
- brzina projektila: 975 m/s
- penetracija: 350 mm

### Trenutno-fugasni projektil
3OF12/3OF35
- masa čahure: 28,9 kg
- masa projektila: 16,7 kg
- brzina projektila: 700 m/s
- domet: 8,2 km

## Korisnici
Top je i danas u upotrebi u mnogim zemljama svijeta, i to:
| - Alžir - Armenija - Azerbajdžan - Bjelorusija - Bosna i Hercegovina - Bugarska - Gruzija | - Hrvatska - Kazahstan - Kirgistan - Kuba - Madagaskar - Moldavija | - Mongolija - Rusija - Srbija - Turkmenistan - Ukrajina - Uzbekistan |

## Izvedene verzije topa

### Rumunjska
- M1977/A407 - domet 4.000 km. U rumunjskoj vojsci nosi oznaku 100 mm protuoklopni top A407. Vučen je kamionom DAC 887R.[2][3]

### Kina
- Tip 73 - kopija sovjetskog T-12.[4]
- Tip 86 - jako sličan topu Tip 56 (D-44) 85 mm.[2]

## Vanjske poveznice
- Противотанковая пушка Т-12 100 мм  Arhivirana inačica izvorne stranice od 10. studenoga 2014. (Wayback Machine) (rus.)
- T-12 Hrvatske vojske  Arhivirana inačica izvorne stranice od 21. rujna 2003. (Wayback Machine)